# Oberster Gerichtshof (Niger)
Vor dem Obersten Gerichtshof (französisch: Haute Cour de Justice) in Niger können unter bestimmten Voraussetzungen der Staatspräsident und Mitglieder der nigrischen Regierung angeklagt werden.

## Geschichte
Der Oberste Gerichtshof war ursprünglich eine von vier Kammern des 1960 geschaffenen und von Diallo Ousman Bassarou geleiteten Höchstgerichts (Cour suprême) und wurde 1974 nach dem Staatsstreich von Seyni Kountché aufgelöst. 1992 wurde der Oberste Gerichtshof – nunmehr als eigenständiges Gericht – wiederhergestellt. 
Der Politiker und Diplomat Adamou Moumouni Djermakoye war von 1997 bis 1999 und von 2005 bis 2009 Präsident des Gerichts. 2008 wurde der ehemalige Premierminister und MNSD-Nassara-Parteivorsitzende Hama Amadou wegen Korruption vor dem Obersten Gerichtshof angeklagt. Seit 2011 ist Hadiza Moussa Gros Präsidentin des Gerichts.

## Zusammensetzung
Der Oberste Gerichtshof hat sieben Mitglieder. Vier Mitglieder sind Abgeordnete der Nationalversammlung, die diese aus ihrer Mitte wählt. Drei Mitglieder sind Richter, von denen jeweils einer vom Kassationshof, vom Rechnungshof und vom Staatsrat ernannt wird. Die Mitglieder des Obersten Gerichtshofs werden am Ende der ersten ordentlichen Sitzung der Nationalversammlung am Beginn einer neuen Legislaturperiode bestimmt und sind für die Dauer der Legislaturperiode nicht absetzbar. Der Oberste Gerichtshof wählt seinen Präsidenten aus den vier Nationalversammlungsabgeordneten in seiner Mitte.

## Befugnisse und Arbeitsweise
Der Staatspräsident ist für die Handlungen, die er im Zuge der Ausübung seiner Funktionen begeht, grundsätzlich nicht vor einem nationalen Gericht anklagbar, außer es handelt sich um Hochverrat. Als Hochverrat des Staatspräsidenten gilt verfassungsgemäß:
- die Verletzung des geleisteten Amtseids,
- die Verweigerung eine Entscheidung des Verfassungsgerichtshofs zu befolgen,
- die Täter-, Mittäter- oder Komplizenschaft bei schwerwiegenden Menschenrechtsverletzungen,
- die betrügerische Abtretung eines Teils des Staatsgebiets,
- die Gefährdung der nationalen Interessen in Bezug auf die natürlichen Ressourcen und Bodenschätze des Landes und
- die Einfuhr giftiger Abfälle ins Staatsgebiet.

Mitglieder der nigrischen Regierung hingegen können vor dem Obersten Gerichtshof allgemein wegen Verbrechen und Straftaten angeklagt werden, die sie anlässlich der Ausübung ihrer politischen Funktionen begangen haben.
Einer Anklage des Staatspräsidenten muss die Nationalversammlung mit einer Zwei-Drittel-Mehrheit zustimmen, einer Anklage eines Regierungsmitglied mit einer absoluten Mehrheit. Wird der Staatspräsident vor dem Obersten Gerichtshof angeklagt, übernimmt vorübergehend der Präsident des Verfassungsgerichtshofs seine Funktionen.